# Ilhéu Santana
O Ilhéu Santana é um ilhéu do arquipélago de São Tomé e Príncipe, localizado junto à costa oriental da ilha de São Tomé, no Golfo da Guiné, em África. Este ilhéu não é habitado.